# Copa Espírito Santo de Futebol 2005
In 2005 werd de derde editie van de Copa Espírito Santo de Futebol, gespeeld voor voetbalclubs uit de Braziliaanse staat Espírito Santo. De competitie werd georganiseerd door de FES en werd gespeeld van 24 september tot 26 november.  Estrela do Norte werd voor de derde keer op rij kampioen en mocht daardoor deelnemen aan de Copa do Brasil 2006. 

## Eindstand
| Plaats | Clu              | Wed. | W | G | V | Saldo | Ptn. |
| ------ | ---------------- | ---- | - | - | - | ----- | ---- |
| 1.     | Estrela do Norte | 12   | 8 | 3 | 1 | 18:9  | 27   |
| 2.     | Jaguaré          | 12   | 7 | 3 | 2 | 25:14 | 24   |
| 3.     | Serra            | 12   | 6 | 3 | 3 | 24:19 | 21   |
| 4.     | Rio Branco       | 12   | 4 | 4 | 4 | 19:22 | 16   |
| 5.     | Linhares         | 12   | 4 | 2 | 6 | 13:17 | 14   |
| 6.     | Vitória          | 12   | 2 | 2 | 8 | 11:20 | 8    |
| 7.     | Vilavelhense     | 12   | 2 | 1 | 9 | 14:23 | 7    |

|  | Kampioen |

## Kampioen
| Copa Espírito Santo de Futebol de 2005 |
| Cachoeiro de Itapemirim                |
| -------------------------------------- |
| ESTRELA DO NORTE Kampioen (3° titel)   |